# San Juan (Quito)
San Juan ist ein Stadtteil von Quito und eine Parroquia urbana in der Verwaltungszone Manuela Sáenz im Kanton Quito der ecuadorianischen Provinz Pichincha. Die Fläche beträgt 6,18 km². Die Einwohnerzahl lag im Jahr 2019 bei 66.330.

## Lage
Die Parroquia San Juan liegt zentral in Quito auf einer Höhe von etwa 2890 m. Die Avenida Universitaria begrenzt das Areal im Nordosten und die Avenida 10 de Agosto im Osten. Im Süden grenzt das Areal an das Stadtzentrum von Quito. Der Westen der Parroquia liegt am Südosthang des Vulkans Rucu Pichincha.
Die Parroquia San Juan grenzt im äußersten Nordwesten an die Parroquia Cochapamba, im Norden an die Parroquia Belisario Quevedo, im Osten an die Parroquia Itchimbía, im Süden an die Parroquias Centro Histórico, La Libertad und Chilibulo sowie im Westen an die Parroquia rural Lloa.

## Infrastruktur
Im Süden der Parroquia befindet sich die Basílica del Voto Nacional, im Norden das Hospital Carlos Andrade Marín. Das Instituto Nacional Mejía liegt ostzentral im Verwaltungsgebiet.

## Bilder

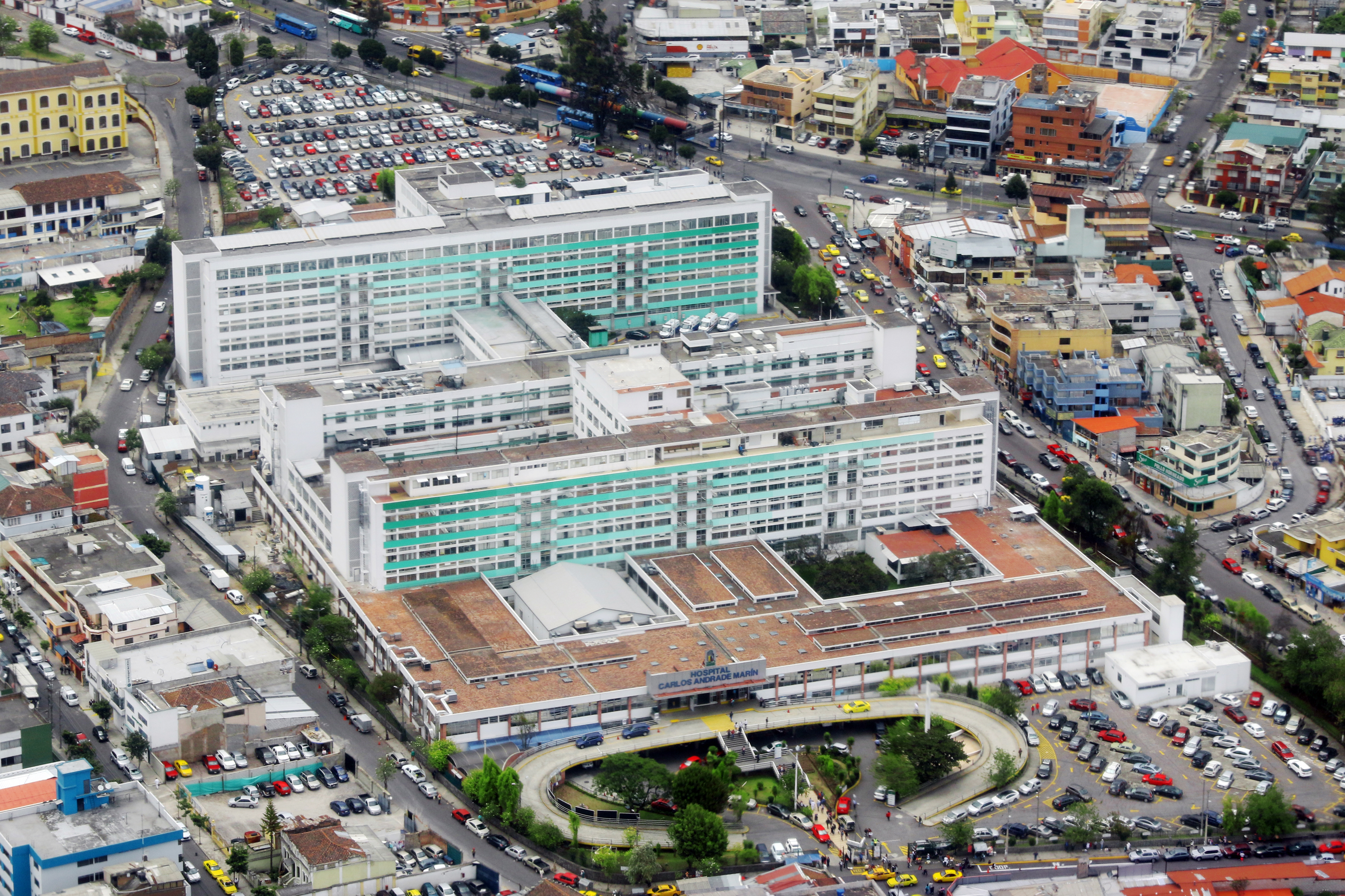
Hospital Carlos Andrade Marín
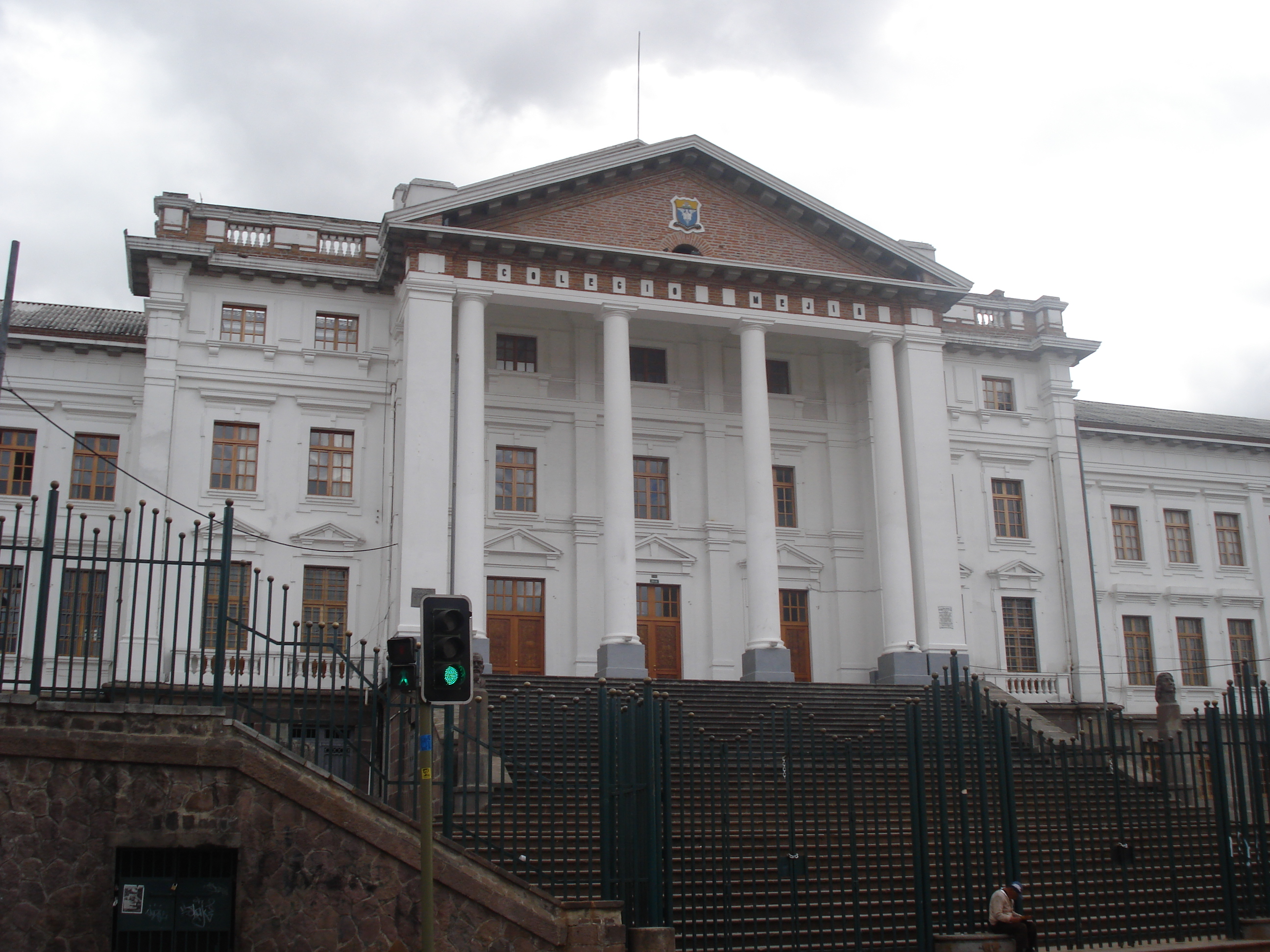
Instituto Nacional Mejía